# Eriocaulon ermeiense
Eriocaulon ermeiense är en gräsväxtart som beskrevs av W.L.Ma och Z.X.Zhang. Eriocaulon ermeiense ingår i släktet Eriocaulon och familjen Eriocaulaceae. Inga underarter finns listade i Catalogue of Life.